# 28673 Valholmes
28673 Valholmes è un asteroide della fascia principale. Scoperto nel 2000, presenta un'orbita caratterizzata da un semiasse maggiore pari a 2,3029342 UA e da un'eccentricità di 0,1365704, inclinata di 2,84694° rispetto all'eclittica.